# Lizac

Lizac este o comună în departamentul Tarn-et-Garonne din sudul Franței. În 2009 avea o populație de 468 de locuitori.

## Evoluția populației
| An        | 1975 | 1982 | 1990 | 1999 | 2006 | 2009 |
| --------- | ---- | ---- | ---- | ---- | ---- | ---- |
| Populație | 418  | 445  | 452  | 414  | 437  | 468  |